# Río Viñao
El río Viñao es un curso de agua del noroeste de la península ibérica, afluente del Avia. Discurre por la provincia española de Orense.

## Descripción
Discurre por la provincia de Orense. El curso del río, que atraviesa los municipios como Irijo y Boborás, termina desembocando en el Avia junto al lugar de Salón, perteneciente al segundo de los municipios mencionados. Aparece descrito en el decimosexto volumen del Diccionario geográfico-estadístico-histórico de España y sus posesiones de Ultramar de Pascual Madoz de la siguiente manera:

VIÑAO: r. en la prov. de Orense; nace en las montañas de Castro, Dozon y Testeiro, que separan dicha prov. de la de Pontevedra, en el ayunt. de Irijo. Se compone de dos brazos principales, de los cuales el uno baja de la felig. de Cusanca y el otro de la de Froufe, y reunidos en el l. de Puerto-Pereiras, ayunt. de Boboras, forman un solo r. que se dirige hacia el S. por un parage peñascoso y baña á der. é izq. distintas felig., recogiendo á su paso las aguas de varios arroyos, hasta que por entre las parr. de Albarellos y Pazos de Arenteiro confluye en el r. Abia junto al l. de Salon que queda á la der. Hay sobre este r. multitud de puentes de piedra, de madera y de ambas especies: los mas principales son el de piedra en Salon y en el camino de arrieria desde el ribero de Abia á Pontevedra, Villagarcia y Santiago: otro tambien de piedra llamado Puente-boa, entre Albarellos y Cameija; otro de madera en San Bartolomé, por el cual transitan las caballerias que conducen sal desde Pontevedra á Orense; uno ant. de piedra y de 2 arcos en Brues y carretera de Pontevedrá á Orense y de Santiago al ribero de Abia, y el provisional tambien de piedra que exista en Puerto-Pereiras, por cuyo punto está designada la proyectada carretera de Pontevedra á Orense. Sus aguas fertilizan muchos terrenos, mueven crecido número de molinos harineros, un famoso batan en la parr. de Readegos, y produce anguilas, peces menudos y sabrosas truchas, especialmente las llamadas vicales que son de gran tamaño, y se pescan durante los meses de diciembre y enero, cerca de la confluencia de este r. con el Abia
(Madoz, 1850, p. 329)

Perteneciente a la cuenca hidrográfica del Miño, sus aguas acaban vertidas en el océano Atlántico.